# 나가스정
나가스정(일본어: 長洲町)은 일본 구마모토현 북서부에 있는 다마나군의 정이다. 나가스항은 구마모토현 북부의 해상 관문이기도 하다.

## 지리
구마모토현 북서부에 있으며 구마모토시에서 북서쪽으로 약 40km, 후쿠오카시에서 남쪽으로 약 80km 떨어진 곳에 위치한다. 서남부는 아리아케해와 접하고 있다. 아리아케해 연안 지역의 일부는 에도 시대부터 간척으로 조성된 토지이다. 전체적으로 저평지가 많지만 동부의 내륙부는 조금 높은 구릉지이다.

### 인접한 자치체
- 다마나시
- 아라오시

## 역사
- 1889년 4월 1일 - 나가스정이 성립하였다.

## 경제
주요 산업은 금붕어와 김 양식이다.

## 교통

### 철도
- 규슈 여객철도 가고시마 본선

### 도로
- 국도 389호선
- 국도 501호선